# 물류

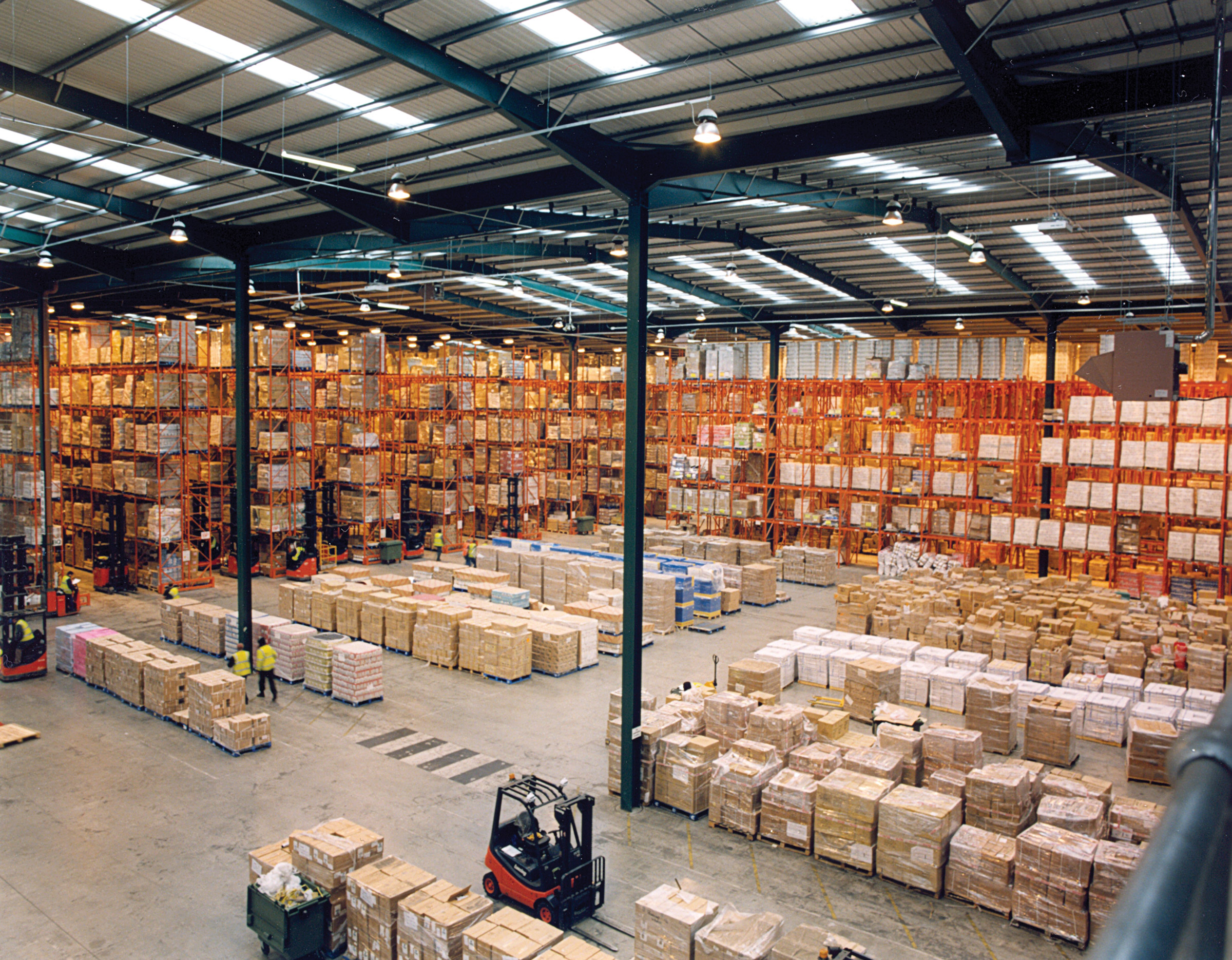

물류(物流, logistics)란 원래 물적유통(物的流通)의 줄임말이었으나 그 의미가 확장되어 물품의 시간적 가치와 공간(place)적 가치를 창출하는 제반 경제활동을 의미한다.
물류는 고객의 요구에 따라 원산지에서 소비지점까지 상품, 서비스 및 관련 정보의 효율적인 '정방향 및 역방향 흐름'을 다루는 공급망 관리의 일부이다. 물류 관리는 공급망을 하나로 묶는 구성 요소이다. 물류에서 관리되는 자원에는 자재, 장비, 보급품 및 식품, 기타 소비재도 포함될 수 있다.
군사 물류에서는 군대 자체의 수송과는 별도로 식량, 무기, 탄약 및 예비 부품으로 군대 공급 라인을 유지하는 것과 관련이 있다. 한편, 민간 물류는 원자재, 반제품 및 완제품의 획득, 이동 및 보관을 다룬다. 쓰레기 수거, 우편 배달, 공공 시설, 애프터 서비스 등의 서비스를 제공하는 조직의 경우 물류 문제도 해결해야 한다.
물류는 한 시설에서 다른 시설로(예: 생산 시설에서 조립 공장, 유통 센터로) 자재 또는 제품의 이동을 다룬다. 생산 또는 조립 공장 내의 자재 흐름(예: 생산 계획 또는 단일 기계 일정 관리)을 다루지 않는다. 물류는 조직이나 국가의 운영비에서 상당한 부분을 차지한다. 예를 들어, 1997년 미국 조직의 물류 비용은 미국 국내총생산(GDP)의 약 11%를 차지했다. 이러한 상황은 물류 비용이 1993년 국가 GDP의 8.8~11.5%를 차지한 유럽연합(EU) 국가에서도 비슷하다.
물류의 복잡성은 전용 시뮬레이션 소프트웨어를 통해 모델링, 분석, 시각화 및 최적화될 수 있다. '자원 사용의 최소화'는 모든 물류 분야의 공통된 동기이다. 물류관리 분야에 종사하는 전문가를 로지스티션(logistician)이라고 한다.

## 같이 보기
- 유통
- 물류 서비스
- 운송주선인
- 인코텀스
- 컨테이너리제이션
- 블록체인